# ماثيو أ. والر
ماثيو أ. والر (بالإنجليزية: Matthew A. Waller)‏ هو مدير أكاديمي ومؤلف وباحث وأستاذ جامعي وبروفيسور أمريكي، ولد في 18 أغسطس 1964 في ميسن في الولايات المتحدة.